# Kurbelwinkel

Kurbelwinkel

Der Kurbelwinkel ist ein Begriff aus der Hubkolbenmotorentechnik und beschreibt den Winkel der Kurbelwelle im Verhältnis zum oberen Totpunkt des Kolbens. 
Er wird in der mit dem SI-System gemeinsam verwendbaren Nicht-SI-Maßeinheit Grad Kurbelwinkel (° KW) bzw. in Radiant (rad) angegeben. Das Formelzeichen ist {\displaystyle \varphi }.
Bei einem Viertaktmotor werden alle Arbeitsspiele über 720 °KW (zwei Umdrehungen) durchlaufen, bei einem Zweitaktmotor sind es 360 °KW (eine Umdrehung).